# 불확실성 변수

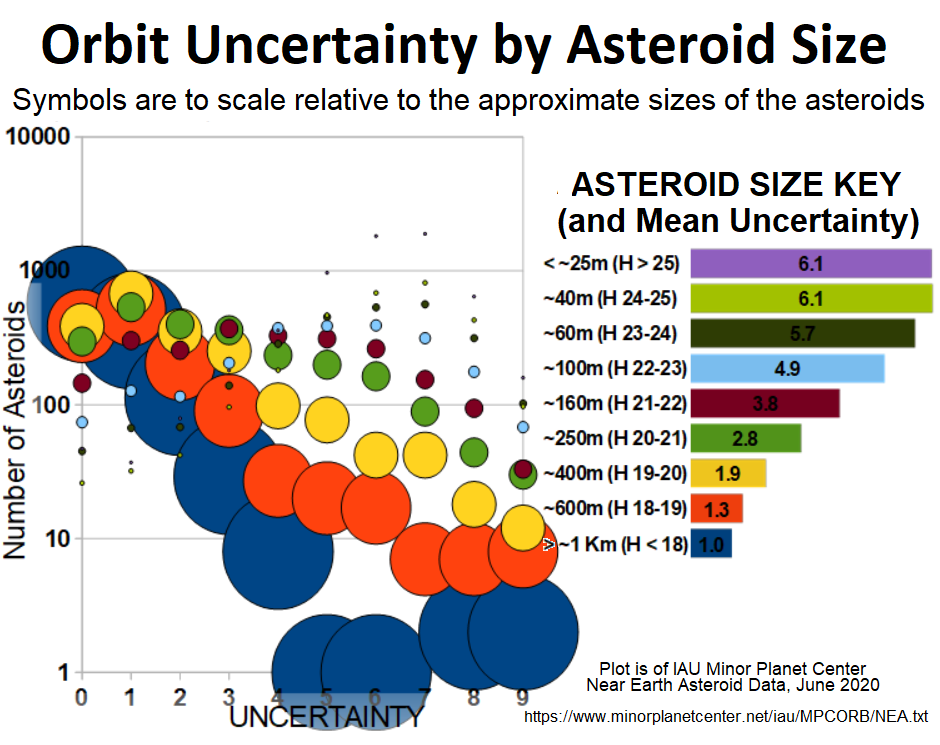
크기가 킬로미터 단위인 근지구 천체의 궤도는 비교적 잘 계싼된 편이지만, 작은 근지구 천체 다수의 궤도는 상당히 불확실하다.

불확실성 변수(Uncertainty parameter) U는 소행성체 센터에서 도입한, 소행성체의 궤도 섭동 정도를 수치화하기 위한 변수로, 0에서 9까지 로그 눈금을 사용하여 10년 후 소행성체의 평균 근점 이각의 로그적 불확실성을 측정한다. 기본적으로 불확실성 변수의 수치가 클수록 궤도가 불확실하다는 뜻이다. JPL 소천체 데이터베이스에서는 불확실성 변수를 상태 코드(Condition code)로 칭하고 있다. U의 값은 근지구 천체의 궤도 불확실성을 예측하기 위한 용도로 사용하지 말아야 한다.

## 궤도의 불확실성
| JPL SBDB 불확실성 변수 | JPL 허라이즌스 역기점 2018년 1월 태양과의 거리로 본 궤도 불확실성 (단위 백만 킬로미터) | 천체                | 참고 역기점 위치: @sun 표 설정: 39 |
| 1                      | ±0.04                                                                                  | 2013 BL76           | JPL                                |
| 2                      | ±0.14                                                                                  | 20000 바루나        | JPL                                |
| 3                      | ±0.84                                                                                  | 19521 카오스        | JPL                                |
| 4                      | ±1.4                                                                                   | (15807) 1994 GV9    | JPL                                |
| 5                      | ±8.2                                                                                   | (160256) 2002 PD149 | JPL                                |
| 6                      | ±70.                                                                                   | 1999 DH8            | JPL                                |
| 7                      | ±190.                                                                                  | 1999 CQ153          | JPL                                |
| 8                      | ±590.                                                                                  | 1995 KJ1            | JPL                                |
| 9                      | ±1,600.                                                                                | 1995 GJ             | JPL                                |
| ‘D’                    | 궤도 결정에 필요한 데이터의 부족(Data insufficient)                                    |                     |                                    |
| ‘E’                    | 천체의 궤도 이심률(Eccentricity)이 측정한 값이 아닌, 추정치임.                         |                     |                                    |
| ‘F’                    | ‘D’와 ‘E’ 모두에 해당하는 경우.                                                        |                     |                                    |

궤도의 불확실성은 관측 횟수, 관측 기간(관측각), 관측의 종류(전파, 가시광 등), 관측의 상황 등 여러 변수와 관련이 있으며, 보통 이 중 관측 기간이 궤도의 불확실성에 가장 큰 영향을 미친다.
간혹 소행성체 센터에서는 알파벳 코드(‘D’, ‘E’, ‘F’)를 불확실성 변수 대신 사용하기도 한다.
| D | ‘D’가 붙은 천체는 충 한 차례만 관측이 이루어졌으며, 둘('D'ouble) 이상의 식별자가 부여되어 있다. |
| E | 2003 UU291 등 ‘E’가 붙은 천체[9]는 궤도 이심률(Orbital 'Eccentricity)이 측정되지 않아 추정치를 사용한 경우이다.[7] 이심률을 추정한 천체는 보통 궤도를 충분히 계산하지 못해 잃어버린 천체로 간주한다. |
| F | 'F'는 ‘D’와 ‘E’에 모두 속하는 경우를 뜻한다.[7] |

## 계산
U 변수는 두 단계를 거쳐 계산한다. 먼저 각초 단위로 측정한 10년 후 궤도상의 경도 이탈 값, 즉 계산한 위치와 관측한 위치의 차이를 10년 어치만큼 증폭한 값인 {\displaystyle r}을 계산한다.
{\displaystyle r=\left(\Delta \tau \cdot e+10\cdot {\frac {\;\Delta P\;}{P}}\right)\cdot 3600\cdot 3\cdot {\frac {\;k_{\text{o}}\;}{P}}}
여기서 각 변수의 뜻은 다음과 같다.
| {\displaystyle \Delta \tau } | 일 단위로 측정한 근일점 통과 시간의 불확실성.                                                      |
| {\displaystyle e}            | 계산한 궤도의 궤도 이심률.                                                                         |
| {\displaystyle P}            | 연 단위로 측정한 공전 주기.                                                                        |
| {\displaystyle \Delta P}     | 일 단위로 측정한 공전 주기의 불확실성.                                                             |
| {\displaystyle k_{\text{o}}} | {\displaystyle 0.01720209895\cdot {\frac {180^{\circ }}{\pi }}}, 도 단위로 변환한 가우스 인력상수. |

그 후 계산한 경도 이탈 값을 0과 9 사이의 값을 갖는 불확실성 변수 U로 변환한다. 변환 결과 자체는 0보다 작거나 9보다 클 수 있지만, 이 경우는 각각 0과 9로 표기한다. U의 값을 구하는 공식은 다음과 같다.
{\displaystyle U=\min \left\{~9,~\max {\Bigl \{}\;0,\;\left\lfloor 9\cdot {\frac {\log r}{\;\log 648{,}000\;}}\right\rfloor +1\;{\Bigr \}}~\right\}}
예를 들어, 2016년 9월 10일 기준 세레스의 불확실성 변수 값은 약 −2.6이지만, 최솟값인 0으로 표기한다.
계산 과정에서 사용한 로그의 밑은, 계산 전 과정에서 같은 밑을 사용하면 밑의 값에 상관 없이 같은 값이 산출된다. 예를 들어, "log" = log10, loge, ln, log2 모두 U의 값은 동일하다.

함수 U(r)의 그래프.

| U | 이탈값 10년 당 경도의 이탈 값 |
| - | ----------------------------- |
| 0 | < 1.0 각초                    |
| 1 | 1.0–4.4 각초                  |
| 2 | 4.4–19.6 각초                 |
| 3 | 19.6 각초 – 1.4 각분          |
| 4 | 1.4–6.4 각분                  |
| 5 | 6.4–28 각분                   |
| 6 | 28 각분 – 2.1°                |
| 7 | 2.1°–9.2°                     |
| 8 | 9.2°–41°                      |
| 9 | > 41°                         |

반원은 648 000 각초이므로, 값이 9가 넘어가면 10년 후 천체의 위치가 어디인지 전혀 알 수 없다는 뜻과 같다.